# シャトーブリアンステーキ

ヒレ肉の位置

シャトーブリアンステーキ（chateaubriand steak、またはシャトーブリアン）とは、牛のヒレ肉（テンダーロイン）の中で中央部の最も太い部分のこと（牛1頭からとれるヒレ肉およそ4kgから600g程しか取れない）、およびそれを使ったステーキである。

## 歴史
19世紀初頭のフランスの小説家・政治家シャトーブリアン子爵（vicomte de Chateaubriand）がフランスの駐英大使としてロンドン在任中だった1822年に、大使館付の料理人だったモンミレイユがある肉料理のレシピを考案し、これを気に入ったシャトーブリアンが大使館の晩餐会で好んで饗したことから「シャトーブリアン」という名称が広まった。当初この名称はモンミレイユのレシピ（フィレ肉を2枚のサーロインで挟んで焼いたのち、サーロインを除いてフィレ肉のみをベアルネーズソースで振舞う）そのものを指していたが、1870年代に用語が英語に持ち込まれた際、料理から転じて肉の部位を指すよう意味付けが変化した。
なお、シャトーブリアン子爵の家名にはChâteaubriantという別綴もあるが、こちらは牧畜と精肉で有名なシャトーブリアン市と同源だという。
その他、シャトーブリアンというソースの名称もシャトーブリアン子爵に由来するが、考案者についてはモンレイユの他にも諸説ある。モンミレイユは他にも当初シャトーブリアン・プリンと呼ばれたデザートの考案者でもあるが、こちらは今日では外交官のプリンと呼ばれている。

## 高級さ
最高級のフィレ肉（テンダーロイン）からさらに中心部を選んだもののみをシャトーブリアンといい、脂肪が少なく、肉質に優れた最高級のステーキである。そのシャトーブリアンから更に厳選したものをエンペラーブリアンと呼ぶ。